# 荠苧
薺薴（学名：Mosla grosseserrata）为唇形科石薺薴屬下的一个种，是一种中药。
明朝李时珍在《日华子诸家本草》中解释其常被误认为是水苏。但是薺薴有臭味，也因此称臭苏。有青色，因此叫青白苏。治冷气泻痢，生吃可除胃中酸水。

## 扩展阅读
- 維基物種上的相關：薺薴